# هنري تاجفيل
هنري تاجفل (بالإنجليزية: Henri Tajfel)‏ ( هيرز موردش سابقا) (22 يونيو 1919 في ووكلاويك ، بولندا - 3 مايو 1982 في أكسفورد ، المملكة المتحدة) عالم نفس اجتماعي بولندي، اشتهر بعمله الرائد على الجوانب المعرفية من التحامل ونظرية الهوية الاجتماعية، وكذلك يعتبار واحدا من مؤسسي الرابطة الأوروبية لعلم النفس الاجتماعي التجريبي.

## روابط خارجية
- هنري تاجفيل على موقع الموسوعة البريطانية (الإنجليزية)